# Flesselles
Flesselles é uma comuna francesa na região administrativa de Altos da França, no departamento de Somme. Estende-se por uma área de 20,49 km². Em 2010 a comuna tinha 2 066 habitantes (densidade: 100,8 hab./km²).